# Claude Viterbo
Claude Viterbo (Genebra, 20 de abril de 1961) é um matemático francês, que trabalha com topologia simplética.
Viterbo frequentou em Paris o Lycée Louis-le-Grand e estudou a partir de 1980 a École normale supérieure (ENS). Em 1983 obteve a Agrégation em matemática, com um doutorado em 1985 (Thèse de troisieme cycle) e uma habilitação em 1989 (Topologie symplectique et systèmes Hamiltoniens). Seu orientador de doutorado foi François Laudenbach (e Ivar Ekeland). Foi depois professor da École polytechnique e depois da ENS.
Foi palestrante convidado do Congresso Internacional de Matemáticos em Zurique (1994: Generating functions, symplectic topology and applications). Foi palestrante convidado do Congresso Europeu de Matemática em Paris (1992: Properties of embedded Lagrange manifolds).

## Obras
- Symplectic topology as the geometry of generating functions, Mathematische Annalen, Volume 292, 1992, p. 685–710
- A proof of the Weinstein conjecture in {\displaystyle R^{2n}}, Annales Institut Henri Poincaré (Analyse nonlineaire), Volume 4, 1987, p. 337–357
- Editor com Albert Fathi, Yong-Geun Oh Symplectic Topology and Measure Preserving Dynamical Systems, American Mathematical Society 2010
- Capacités symplectiques et applications, Seminaire Bourbaki, Nr. 714, 1989, Astérisque, Volume 177/178, p. 345–362
- A new obstruction for embedding Lagrangian Tori, Inventiones Mathematicae, 100, 1990, 301-320
- Properties of embedded Lagrangian submanifolds, Proc. First European Congress of Mathematics, Paris 1990, Birkhäuser 1994